# Przemysł II di Polonia
Przemysł II, in italiano Premislao II (Poznań, 14 ottobre 1257 – Rogoźno, 8 febbraio 1296), fu duca della Grande Polonia dal 1279 al 1296 e granduca e re di Polonia alla fine del XIII secolo.
Già dal 1290 con l'aiuto dell'arcivescovo Jakub di Gniezno egli aveva cominciato a programmare la sua incoronazione (cosa probabilmente già tentata senza successo da Enrico il Probo), il passo preliminare verso l'unificazione della Polonia, ma l'opposizione di altri duchi ne aveva ritardato i piani.
Nel dicembre del 1294 morì il duca di Pomerania Mestwin II senza eredi e Premislao ne acquisì titolo e terre. L'unificazione della Polonia Superiore con la Pomerania lo impose come il più forte capo della dinastia dei Piasti.
Finalmente l'incoronazione di Premislao II e di sua moglie Margherita di Brandeburgo venne celebrata nella cattedrale di Gniezno il 26 giugno 1295; fu la prima incoronazione di un governante polacco da 219 anni.
Rimane tuttora controverso se il re e l'arcivescovo avessero ottenuto il consenso per l'incoronazione dal papa Bonifacio VIII.
Nel 1296 alcuni congiurati, nel tentativo di rapire il re, lo uccisero.

## Biografia

### Origini del nome
Przemysł II nacque il 14 ottobre 1257 a Poznań come quinto figlio e unico maschio del Duca Przemysł I della Grande Polonia e di sua moglie Elisabetta, figlia del duca Enrico II il Pio della Slesia. Si sa che era nato al mattino, perché secondo la Cronaca della Grande Polonia, quando la Duchessa Elisabetta diede alla luce un figlio, i vicari e i canonici della città cantavano preghiere mattutine. Alla notizia della nascita il clero locale cantò il Te Deum laudamus. Poco dopo la sua nascita, il principe fu battezzato dal vescovo di Poznań, Bogufa III.
Secondo la Cronaca della Grande Polonia (Kronika wielkopolska), Przemysł II porta il nome di suo padre, morto quattro mesi prima della sua nascita, il 4 giugno 1257. La forma del nome nei giorni dei suoi contemporanei suonava certamente come Przemysł o forse Przemyśl. Tuttavia, a causa del fatto che la parola "Przemysł" (italiano: industria) significa la produzione di un bene o servizio all'interno di un'economia di oggi, è ragionevole considerare che il suo nome potrebbe essere una forma valida da Przemysław, tanto più che questa versione è indubbiamente più medievale all'inizio del XIV secolo). Un altro nome sotto il quale il Duca della Grande Polonia era probabilmente conosciuto, seguendo le indicazioni del Rocznik Kołbacki, è Peter (polacco: Piotr), ma Oswald Balzer considerava questo un errore evidente. L'unico storico che ha riconosciuto il nome di Peter come autentico era K. Górski.
Nessuna fonte sui governanti contemporanei ha fornito informazioni su un soprannome. Solo da fonti relative all'ordine Teutonico del 1335, gli viene dato il soprannome di Kynast. Nella storiografia attuale viene talvolta soprannominato Posthumous (in polacco: Pogrobowiec), ma questo non è stato universalmente accettato.

### Infanzia
Al momento della sua nascita Przemysł II era il sovrano nominale del ducato di Poznań (capitale della Grande Polonia). La tutela del ducato, probabilmente insieme a sua madre Elisabetta, fu presa da suo zio Duca Boleslao il Pio e sua moglie, la principessa ungherese Jolenta (Elena). Di conseguenza il principe rimase alla corte di Poznań, dove sua madre lo allevò. Il 16 gennaio 1265, la duchessa Elisabetta, morì nella sua tenuta di Modrze, e l'orfano Przemysł insieme alle sue sorelle fu in seguito curato dallo zio e dalla zia.
Esistono pochissime informazioni sull'educazione data a Przemysł II. Fonti diplomatiche hanno conservato solo i nomi di due dei suoi insegnanti: Dragomir e Przybysław. Si presume (anche se senza prove dirette) che il principe avesse una certa conoscenza almeno del latino parlato e scritto.

### La guerra con Brandeburgo e la spedizione a Neumark
Nel 1272, quando suo zio Duca Boleslao il Pio lo nominò comandante nominale di una spedizione armata contro il Brandeburgo. I veri comandanti della spedizione furono il governatore di Poznań, Przedpełk e il Castellan di Kalisz, Janko. La spedizione iniziò il 27 maggio; oltre allo scopo specifico di acquisire e distruggere la fortezza di nuova costruzione in Strzelce Krajeńskie (o, nel caso si rivelasse impossibile, almeno la desolazione di Neumark). Il giovane principe doveva essere educato nell'arte della guerra. Il progetto, come dettagliato nelle Cronache, è stato un grande successo. La città di Strzelce Krajeńskie, dopo una breve ma estremamente feroce battaglia, fu sconfitta e occupata dall'esercito della Grande Polonia. Secondo le Cronache, mentre guadagnava il comando della fortezza, Przemysł II ordinò il massacro dei difensori, e solo pochi riuscirono a salvare la vita del principe dai cittadini arrabbiati.

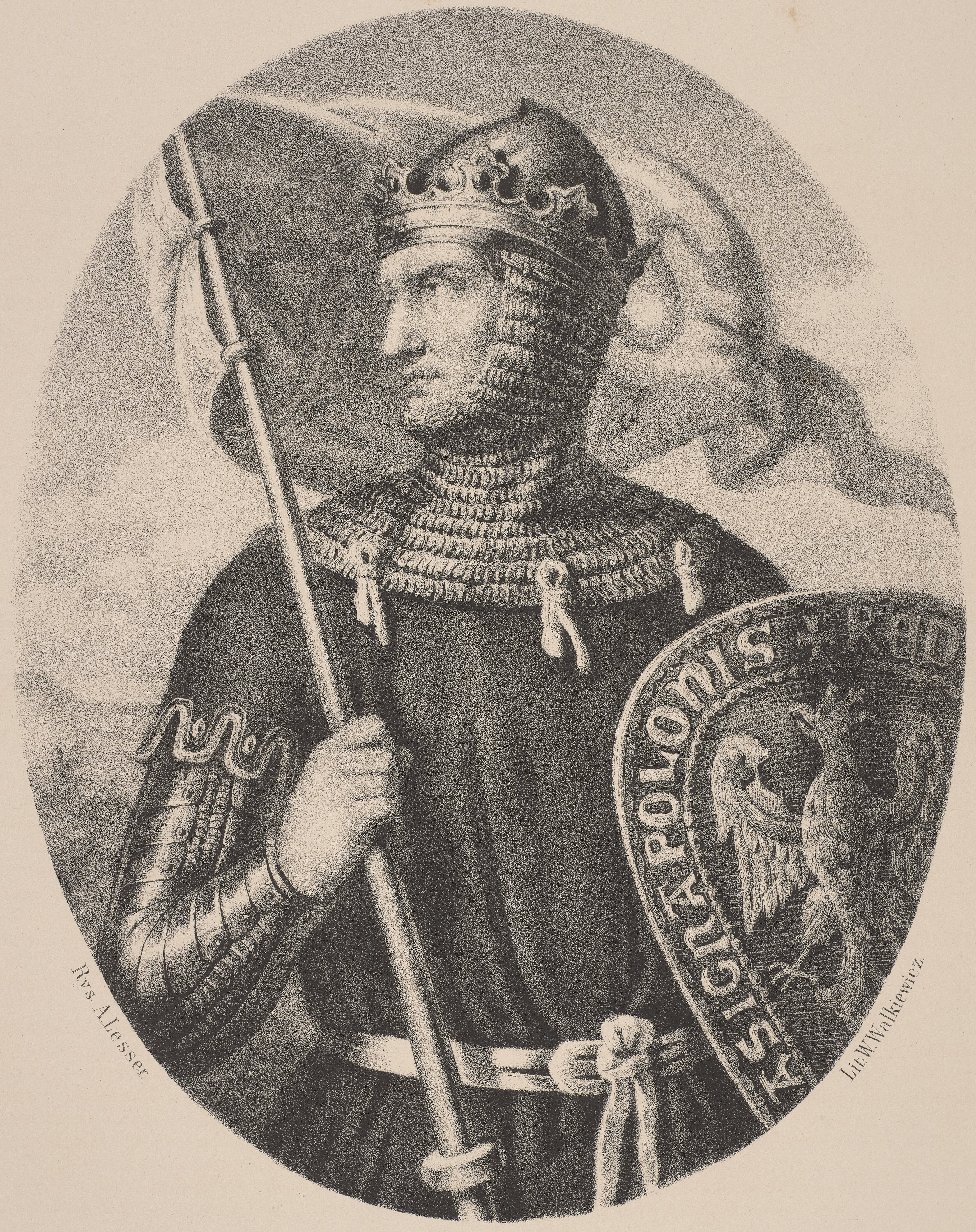
Przemysł II ritratto da Aleksander Lesser.

Poco dopo avere completato la spedizione e con la maggior parte delle sue forze sulla via del ritorno, Przemysł II ricevette un messaggio confidenziale che la fortezza di Drezdenko era protetta solo da alcuni cavalieri tedeschi. Il giovane principe, nonostante avesse solo una parte delle sue forze, decise di fare un attacco rapido. Ciò sorprese completamente i difensori e temendo la stessa sorte dei soldati di Strzelce Krajeńskie, decisero di cedere la fortezza in cambio di un perdono integrale. Dopo questo, Przemysł II prese la fortezza in nome di suo zio e tornò trionfalmente a casa.
Nello stesso anno Przemysł II concluse la sua prima alleanza con il duca Mestwin II di Pomerania. All'inizio alleato dei margravio di Brandeburgo, Mestwin II riuscì a espellere suo fratello e zii dalla Pomerania e divenne l'unico sovrano nel 1271, ma poco dopo fu sconfitto e persino imprigionato da loro; ciò gli fece cedere la provincia di Danzica al margravio di Brandeburgo in cambio di aiuti contro i suoi nemici. Nonostante Mestwin II conservasse la sovranità feudale sul territorio, il Margravio brandeburghese occupava ancora i principali castelli e le fortezze della città anche dopo il restauro di Mestwin II al trono ducale. Con la consapevolezza che le sue forze fossero troppo deboli contro Brandeburgo, il duca di Pomerania decise allora di stringere un'alleanza con i governanti della Grande Polonia, Boleslao il Pio (che probabilmente era il suo cugino di primo grado) e Przemysł II.
L'alleanza della Grande Polonia-Pomerania finì con il riconquistare le fortezze di Danzica e la completa espulsione delle forze brandeburghesi dalla Pomerania. Benché poco dopo Mestwin II decise di concludere una pace separata con il Margraviato, l'alleanza con la Grande Polonia firmata nel 1272 rimase in vigore. La continua minaccia del Brandeburgo e l'incertezza dell'alleanza con Mestwin II causarono il fatto che Boleslao il Pio iniziò a cercare nuovi alleati in caso di guerra. A tal fine, Boleslao decise di cercare un accordo con il duca Barnim I di Pomerania.